# متوجه آن نشدی
«متوجه آن نشدی» (انگلیسی: Lost on You) آهنگی از ال‌پی است.